# Водопадная (река, впадает в Чёрное море)
Водопа́дная (Уча́н-Су́, укр. Учан-Су, крымскотат. Uçan Suv, Учан Сув) — река, протекающая по Южному берегу Крыма. Шарль Монтандон назвал реку Акар-Су.

## Описание
Длина реки 7,0 км, площадь водосбора 28,9 км², уклон 94,3 м/км, среднемноголетний сток, по гидропосте Ялта, составляет 0,384 м³/с.
В переводе с южнобережного диалекта крымскотатарского, а также турецкого языка Учан-Су означает «летящая вода» (uçan — летящий, su — вода). На карте из сборника Петра Кеппена 1836 года река подписана, как Кримасто-неро (искаженное Кремасто-неро — «висячая вода» с греческого). Шарль Монтандон назвал реку Акар-Су.
Берёт начало на юго-восточных склонах Ай-Петринской яйлы у вершины Ай-Валенти несколькими родниками. Николай Рухлов в труде «Обзор речных долин горной части Крыма» 1915 года помещал исток просто под Ялтинским обрывом, Василий Аполлосов, в книге «Воды Крыма» 1925 года указывал начало Учан-Су на высоте 1233 м над уровнем моря. В верховье река течёт по крутому ущелью с падением 533 м/км (в нижнем течении уклон составляет 35 м/км), затем на расстоянии 2-х км от истока образует одноимённый водопад, находящийся на высоте 390 м и состоящий из нескольких ступеней (высота водопада 98 м). Водопад Учан-Су считается самым высоким в Крыму.

### Притоки
У реки, согласно справочнику «Поверхностные водные объекты Крыма», три притока:
- Барбала — правый, длиной 3,9 км, впадает в 5,0 км от устья;
- Кухна — правый, длиной 4,6 км, впадает в 4,5 км от устья;
- Яузлар — левый, длиной 3,3 км, впадает в 3,7 км от устья[7].

Кроме них Рухлов упоминает насколько безымянных притоков-оврагов, впадающих с горы Могаби.
Река образует 4 водопада, самый верхний и крупный — Учан-Су, популярная туристическая достопримечательность, наиболее зрелищная весной во время таяния снегов в горах и после обильных дождей. Три более мелких располагаются ниже основного по течению.
По воспоминаниям Е. К. Петровой, благоустройство левого берега Учан-Су, являвшегося во 2-й половине XIX века фактической границей Ялты, и превращение его в Пушкинский бульвар, состоялось по инициативе местных докторов. Она же описывает водный режим реки: «По широкому каменному пространству, ничем не огороженная, текла речка Учан-Су. Летом почти неприметная, по всему берегу лежали кучи мусора, во время дождей речка выходила из берегов, разливалась по лежащим рядом улицам. Ни пройти, ни проехать… Врачи Дмитриев, Овсяный, Кольцов, Вебер, Штангеев решили привести улицы вдоль берегов Учан-Су в благоустроенный вид».
Река селеопасна, особенно после ливней. По наблюдениям И. Е. Лавренева, в июне 1949 года на реке Учан-Су образовался селевой поток, который вынес за сутки в Чёрное море порядка 1,5 миллиона кубометров отложений. В результате в устье образовалась прибрежная коса в виде полуострова, на полметра возвышавшегося над уровнем моря и имевшего площадь более 1 гектара. Позже эта коса была размыта морем. Впадает в Чёрное море в центре города Ялты у гостиницы «Ореанда». В отдельные годы река полностью пересыхает в летний период. Воды реки активно используются для водоснабжения и орошения, в частности, питают Могабинское водохранилище. Водоохранная зона реки установлена в 50 м.